# همدان زيد دماج
همدان زيد مطيع دماج (و. 1973- ) أديب وأكاديمي وعالم حاسوب يمني.

## نشاته وتعليمه
ولد في قرية ذي المحمَر، عزلة النقيلين، مديرية السياني، محافظة إب، عام 1973. عاش طفولته في القرية، ثم في مدينة المحويت حيث كان والده محافظاً للمحويت. أنتقل إلى صنعاء بعد أن أستقر والده فيها، وهناك درس الابتدائية والاعدادية في (المدرسة الأهلية)، وأكمل دراسة الثانوية العامة في مدرسة ثانوية الكويت عام 1991. حصل على منحة دراسية لدراسة اللغة الإنجليزية في بريطانيا 1993. وفي عام 1997 حصل على بكالوريوس في علوم الكومبيوتر من جامعة ريدنغ في بريطانيا. حصل على درجة الدكتوراه في نظريات علوم الكومبيوتر وتقنية المعلومات من نفس الجامعة عام 2005.

## عمله ومؤهلاته
- رئيس تحرير مجلة غيمان الأدبية الفصلية، أحد أشهر المجلات الأدبية في اليمن منذ عام 2007م وحتى توقفها المؤقت عام 2016م.[3]

- نائب رئيس مركز الدراسات والبحوث اليمني منذ عام 2006م وحتى الآن.
- نائب رئيس الهيئة الدولية للسلام وحقوق الإنسان (ILPHR) - جنيف.
- أنشأ منهجية رياضية جديدة لتصاميم أنظمة السلامة الحرجة تعرف باسم «سيفتشارت»[4]

- عمل كصحفي ومدير تحرير في صحيفة يمن تايمز.

## مؤلفاته
- «الذبابة»، مجموعة قصصية، الهيئة العامة للكتاب 2000م.[5]
- «ربما لا يقصدني»، مجموعة قصصية، كتاب الرافد، الشارقة، فبراير 2015م.[6]
- «لا أحد كان غيري»، ديوان شعر، دار أروقة للنشر، القاهرة،  2013م.
- «جوهرة التعكر»، رواية، حازت على جائزة الشارقة للإبداع العربي 2015 م.[7]
- «وجع السكوت: مختارات من قصائد البردوني»، مؤسسة العويس الثقافية، دبي 2018م
- «حروفٌ مبرأة من غبار الكلام: مختارات من شعر المقالح»، دار العائدون للنشر، عمان، 2021م

إضافة إلى عدد من الكتب الثقافية التي قام بتحريرها.